# Illa Wolf
Wolf - Isla Wolf en castellà o illa Wenman- és una petita illa del grup de les Galápagos que rebé el nom del geòleg alemany Theodor Wolf, que també té el seu nom al volcà Wolf de l'illa Isabela. Té una superfície d'1,3 km i una altitud màxima de 253 m sobre el nivell del mar.
L'illa està allunyada del principal grup d'illes i no té població permanent. El Parc Nacional Galápagos no en permet l'entrada a peu a l'illa; tanmateix, és un popular lloc de busseig. El grup format per les illes Darwin i Wolf era conegut anteriorment com Culpepper i Wenman.

## Geologia

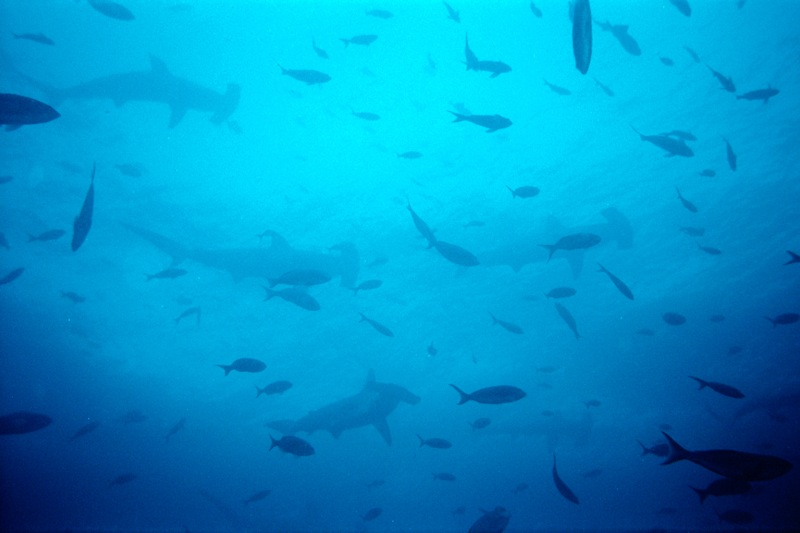
Un altre grup de Sphyrna lewini a l'illa Wolf, Galápagos

L'illa Wolf és, geològicament, la part emergida d'un volcà extingit que avui dia arriba a un màxim de 253 m sobre el nivell del mar, és al nord-oest del grup principal de les Galápagos al Lineament Wolf-Darwin que s'estén des de la plataforma de les Galápagos fins al centre d'extensió de les Galápagos, una dorsal oceànica mitjana que separa les plaques tectòniques de Nazca i Cocos. Igual que la seva propera illa Darwin, l'illa Wolf es troba aigües amunt del plomall de magma, en termes de moviment de plaques, que forma les principals illes Galápagos i no encaixa amb la formació d'aquestes illes. Actualment hi ha dues teories sobre la formació del lineament i, per tant, de l'illa Wolf: la primera és que el magma que sorgeix del plomall del mantell que forma les principals illes Galápagos s'ha canalitzat cap al centre d'extensió de les Galápagos; alternativament, hi ha hagut un augment separat del magma causat per l'estrès a la litosfera oceànica per una falla transformant.

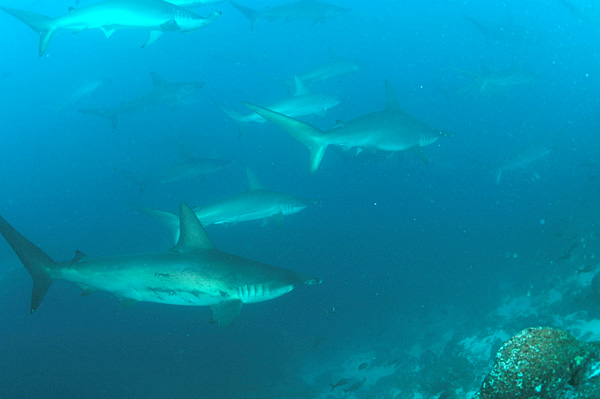
Grup de Sphyrna lewini, illa Wolf, illes Galápagos

Wolf és l'illa més al sud del lineament. El volcà que va formar l'illa Wolf s'ha extingit havent tingut les darreres erupcions que es creu que van ser fa 900.000 - 1.600.000 anys, és a dir, les darreres erupcions es van produir abans de les darreres erupcions a l'illa Darwin. La història volcànica de Wolf és complexa, amb almenys dues fases eruptives considerables. La zona sud de l'illa està formada per capes planes de basalt de dues fases eruptives, la segona de les quals va formar una caldera que ara s'ha erosionat. Les laves formades han estat basalts ultrafírics de plagiòclasi amb 4 grans cristalls de 4 cm. Aquesta composició química és semblant a la que es troba a les laves del nord de les illes Galápagos. L'extensió dels fluxos ultrafírics constitueix un percentatge inusualment gran del volum. Hi ha grans variacions en la composició de les laves entre les fases eruptives, amb esgotament dels fluxos posteriors.

## Fauna salvatge
L'illa Wolf està inclosa al Parc Nacional Galápagos; tanmateix, no hi permeten les visites terrestres. Com la seva veïna Darwin, a Wolf s'hi permet la visita de submarinistes. La vida marina a l'entorn de l'illa Wolf inclou: cries de peixos martell, Carcharhinus galapagensis i ocasionalment taurons balena, així com tortugues verdes, Manta i altres peixos pelàgics.
La vida dels ocells a l'illa és abundant amb fregates, mascarells cama-rojos i Geospiza septentrionalis.